# Wet bestuur en toezicht rechtspersonen
Wet bestuur en toezicht rechtspersonen is een Nederlandse wet.
Deze wet ontstond naar aanleiding van een aantal incidenten door tekortkomingen van het toezicht op besturen zoals in de sociale huursector (Vestia), de gezondheidszorg (Meavita) en het onderwijs (Amarantis). Deze incidenten zijn onderzocht door de Commissie Halsema in 2013. Haar advies was onder meer om een nauwkeuriger taakomschrijving van toezichthouders van verenigingen en stichtingen in het Burgerlijk Wetboek (BW) op te nemen en om de aansprakelijkheid van bestuurders en toezichthouders in de semipublieke sector aan te scherpen wanneer zij hun taken niet goed vervullen.
Een uitgangspunt is nu dat ieder die niet als privépersoon optreedt in het rechtsverkeer, maar als bestuurder of commissaris, ervoor moet zorgen dat hij zijn taken behoorlijk vervult. Voldoet hij niet aan die eis, dan mag hem eventuele schade van de rechtspersoon of derden worden tegengeworpen.
Per 1 juli 2021 wordt de wet van kracht. De wet is aangenomen door de gehele Tweede Kamer, behalve de SGP. 